# Biełoje (obwód nowosybirski)
Biełoje (ros. Белое) – wieś (sieło) w Rosji, w obwodzie nowosybirskim, w rejonie karasuckim. W 2010 liczyła 850 mieszkańców.